# Susan D. Kern
Pour les articles homonymes, voir Kern.
 Susan D. Kern, née en 1977, est une astronome américaine.

## Biographie
Susan D. Kern a épousé Robert J. Benecchi et selon l'usage anglo-saxon a signé ses publications scientifiques sous son nom d'épouse Susan D. Benecchi. L'astéroïde (92578) Benecchi est dédié à son mari.
Après un doctorat qu'elle a soutenu en 2006, elle a travaillé jusqu'à la fin 2007 à l'observatoire du Massachusetts Institute of Technology,.
Le Centre des planètes mineures lui crédite la découverte de huit astéroïdes numérotés, toutes effectuées en 2000 en partie avec la collaboration de Marc William Buie.
L'astéroïde (21458) Susank lui est dédié.
| (61912) Storrs        | 27 août 2000    |
| (61913) Lanning       | 28 août 2000    |
| (92578) Benecchi      | 30 juillet 2000 |
| (92893) Michaelperson | 27 août 2000    |
| (118702) 2000 OM67    | 31 juillet 2000 |
| (134860) 2000 OJ67    | 29 juillet 2000 |
| (138537) 2000 OK67    | 29 juillet 2000 |
| (160091) 2000 OL67    | 29 juillet 2000 |